# Szergej Viktorovics Hodosz
Szergej Viktorovics Hodosz (oroszul: Сергей Викторович Ходос) (Öszkemen, 1986. július 14. –) Európa-bajnok, olimpiai ezüstérmes kazahsztáni születésű orosz párbajtőrvívó.